# Ferdl Fettig
Ferdinand Fettig, detto Ferdl (1940 circa), è un ex sciatore alpino tedesco che gareggiò per la nazionale tedesca occidentale.

## Biografia
Sciatore polivalente originario di Traunstein, in campo internazionale Ferdl Fettig debuttò in occasione dell'Otto Furrer Memorial 1958 (Zermatt, 14-16 marzo), dove si classificò 11º nella discesa libera, e conquistò i migliori risultati alla Coppa dei Tre Comuni Ladini 1961 (Val Gardena, 11-12 febbraio), dove fu 8º nello slalom speciale e 7º nella combinata; nello stesso anno vinse il titolo nazionale di slalom gigante. Ottenne gli ultimi piazzamenti internazionali alla Coupe Émile Allais 1963 (Megève, 25-27 gennaio); non prese parte a rassegne olimpiche o iridate.

## Palmarès

### Campionati tedeschi
- 1 oro (slalom gigante nel 1961)[4]